# Pierre Marie Brutel de la Rivière
Pierre Marie (P.M.) Brutel de la Rivière ('s-Gravenhage, 29 januari 1827 - Bennekom, 29 juni 1903) was een Nederlandse marine-officier, luitenant ter zee 1e klasse, en hoogleraar wis- en natuurkundige aan het Koninklijk Marine-Instituut.

## Levensloop
Brutel de la Rivière was de zoon van Jean Jacques Brutel de la Rivière en Wendelina Elisabeth van Goens. Van moeders zijde was hij een afstammeling van Rijcklof van Goens. Hij was geboren en groeide op in 's Gravenhage. Hij volgde eerst een opleiding voor de zeedienst en studeerde later wis- en natuurkunde aan de Leidse Universiteit. Hij bereikte de rang van luitenant ter zee 1e klasse, en werd in die rang in dienst van het onderwijs gesteld.
Brutel de la Rivière werd in 1849 aangesteld als lector de stuurmanskunst bij het Koninklijk Instituut voor de Marine na het overlijden van Jan Carel Pilaar. Hij werd enige jaren later hoogleraar wis- en natuurkundige. In 1857 verhuisde hij mee van Medemblik naar Den Helder, waar hij ook diende als eerste directeur.
Op 8 mei 1860 werd hij gekozen tot lid van de Koninklijke Nederlandsche Akademie van Wetenschappen in de afdeling Natuurkunde. In 1867 werd hij benoemd tot ridder in de Orde van de Nederlandse Leeuw.

### Personalia
Brutel de la Rivière was op 31 maart 1858 te ’s-Gravenhage getrouwd met Casparina Fredrika Maria Diena Brocx (1836-1913).

## Werk

### Lector in de stuurmanskunst
In 1848 was Brutel de la Rivière begonnen als lector de stuurmanskunst bij het Koninklijk Instituut voor de Marine in plaatst van Jan Carel Pilaar. Pilaar was officier-instructeur aan de Artillerie- en Genieschool, en na diens opheffing in 1928 aangesteld aan het Koninklijk Instituut voor de Marine te Medemblik en de Koninklijke Militaire Academie te Breda.
Pilaar was belast geweest met de lessen in stuurmanskunst, en onderwees ook scheepsbouw, tactiek en scheepsmanoeuvres, de inrichting van het tuig en een gedeelte van het wiskundige programma. Brutel de la Rivière nam een deel van deze vakken over.
Bij Koninklijke besluit van 25 april 1857 werd het Koninklijk Instituut voor de Marine gevestigd in Den Helder, en Brutel de la Rivière werd daar de eerste leidinggevende.

### Kort begrip der werktuigkunde,1852
Een van zijn eerste werken was de vertaling "Kort begrip der werktuigkunde," gepubliceerd in 1852, vertaald vanuit het Engels. Het origineel van de Engelse wiskundige en onderwijzer Thomas Tate was verschenen onder de title "Elements of Mechanism". Brutel de la Rivière vervaardigde geen letterlijke vertaling. Waar nodig had hij de tekst samengevat of aangevuld. Hij was daarbij begeleid door de Leidse hoogleraar Gideon Jan Verdam.

Enige illustraties uit Kort begrip der werktuigkunde, 1852
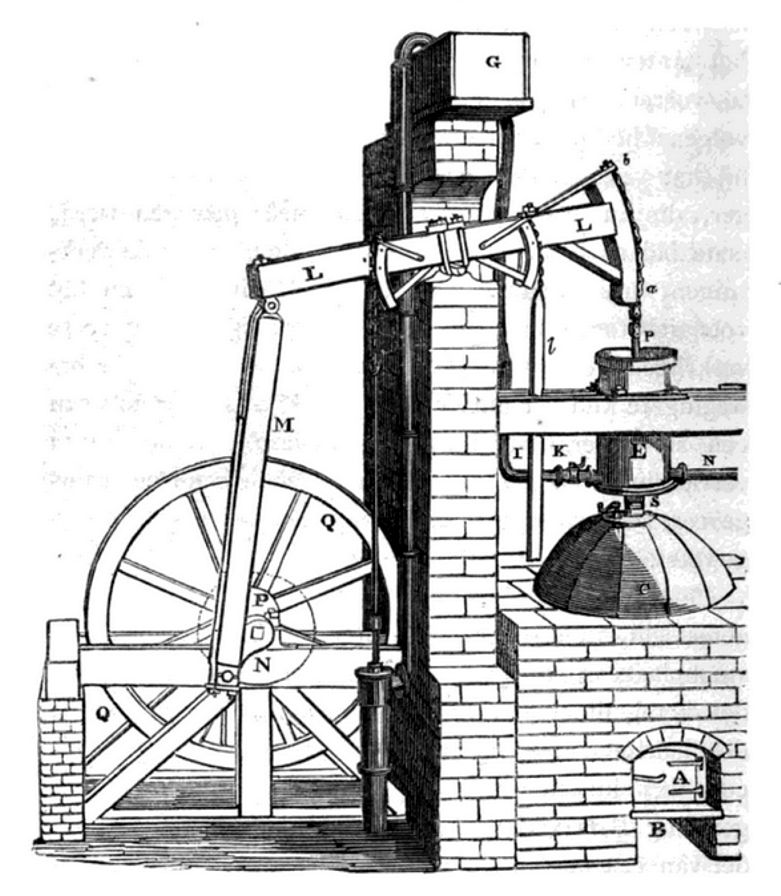
Stoomwerktuig van Newcomen met kruk en voerwiel
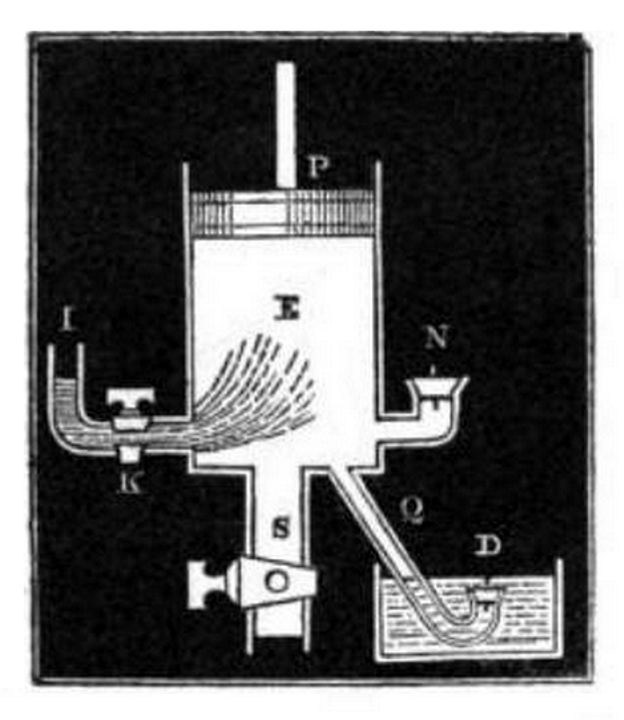
Stoomwerktuig van Newcomen, principe
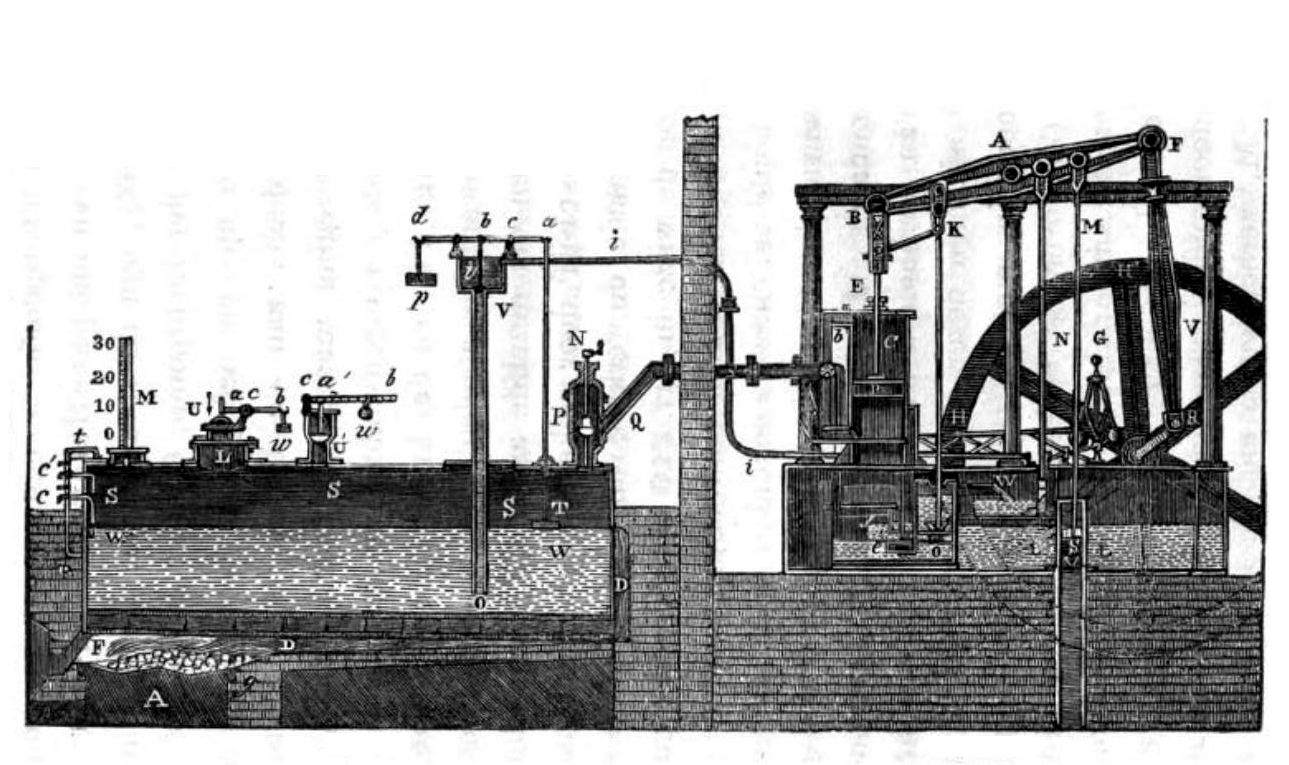
Dubbeld-werkende stoommachine van lage drukking, 1852

### Werktuigkunde: met afbeeldingen,1856
Met de publicatie van Werktuigkunde: met afbeeldingen in 1856 kwam  Brutel de la Rivière met een eigen lesboek. In de inleiding begint hij hierbij met formele begripsbepaling. Het basiselement in deze theorie is het lichaam. Dit wordt gedefinieerd als:
Al wat een zekere ruimte inneemt, noemen wij lichaam of stoffelijke vorm. Wij worden door onze zintuigen hun aanwezigheid gewaar.
Als eigenschappen van het lichaam worden opgevoerd: uitgebreidheid (volume), massa, dichtheid en soortelijk gewicht. Zo'n lichaam kan zich in twee toestanden bevinden: in rust of in beweging. Er zijn uitwendige oorzaken waardoor een lichaam in rust wisselt met een dien van beweging, en deze oorzaken noemt men krachten.
Wat volgt is een de volgende formele definitie van de werktuigbouwkunde: 
De werktuigbouwkunde nu, heeft de beschouwing van de lichamen, in de toestand van rust en van bewerking, en der krachten, die erop werkzaam zijn, ten onderwerp.
De basisactiviteiten van dit vak bestaan uit het meten van krachten; het samenstellen en ontbinden van krachten ; het bepalen van zwaartepunten en evenwicht. Elementaire toepassingen hiervan vind je in de hefboom, de balans, de unster, de knie, de katrol, de takel, de Spaanse takel, de windas, de kaapstander, de tandraderen, de dommekracht, en het hellend vlak.
Na deze beginselen der statica, gaat het werk over tot bespreking van de beginselen der virtuele snelheden, en de wetten der beweging.
In de tweede afdeling van dit werk gaat over stoom als bewegingskracht en over stoomwerktuigen. Na behandeling van de principes van de stoommachine van Newcomen, en het beginsel van de zuigerbeweging, volgt een gedetailleerde bespreking van de stoompomp en de scheepsstoommachine (zie afbeeldingen).

Enige illustraties uit Werktuigkunde: met afbeeldingen, 1856
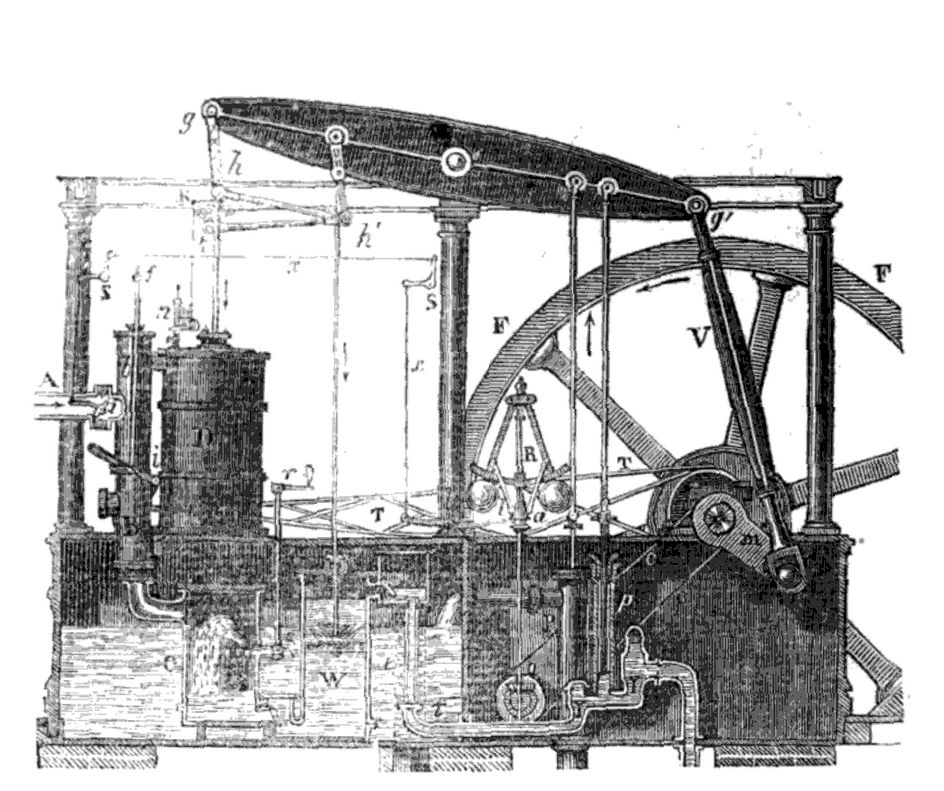
Stoomwerktuig met dubbele werking, met condensatie, volgens Watt, 1856
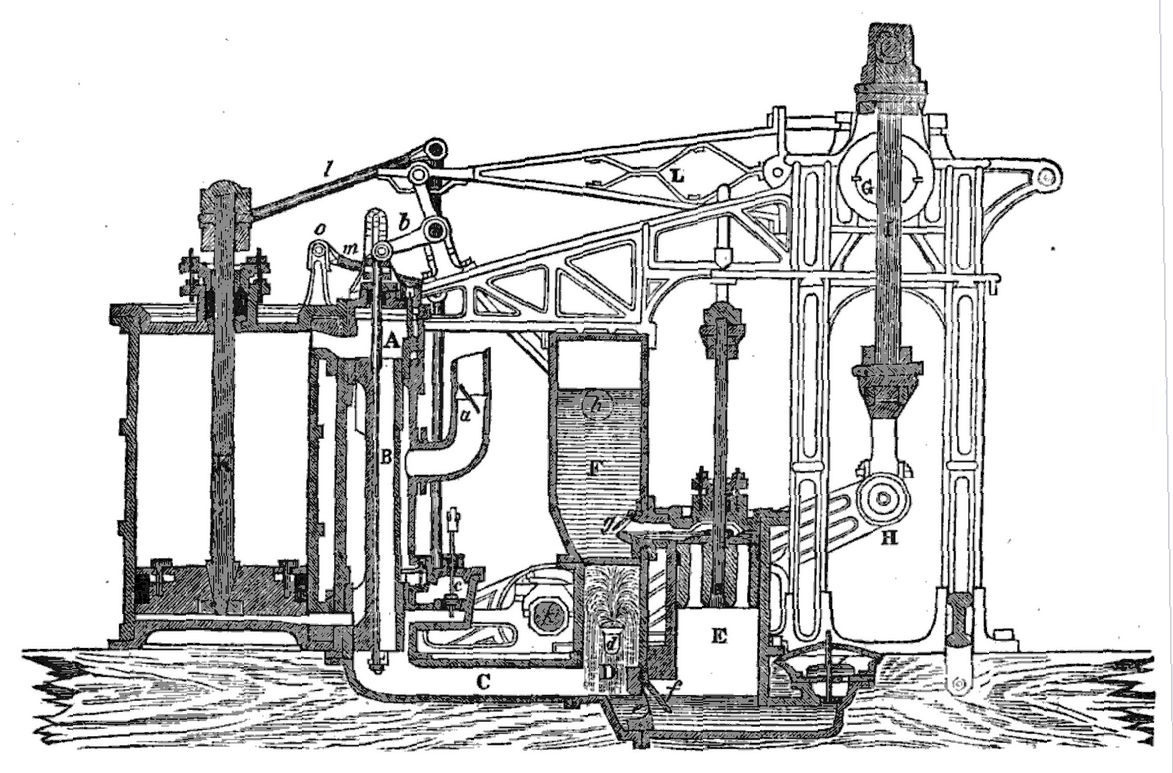
Scheepsstoommachine, 1856

## Publicaties
- P.M. Brutel de la Rivière. Kort begrip der werktuigkunde: handleiding bij onderwijs en zelfoefening, Volume 1, 1852
- P.M. Brutel de la Rivière. Geschiedenis der Bouwkunst, bij eenige der merkwaardigste volken van vroegeren en lateren tijd, door P.M. Brutel de la Rivière. Te Leyden, bij de Directie der Houtgraveer-School. 1854.
- P.M. Brutel de la Rivière. Werktuigkunde: met afbeeldingen, Weytingh & van der Hart, 1856.
- P.A. van Rees en P.M. Brutel de la Rivière. Memorandum voor den jeugdigen zeeofficier, 1859
- Delaunay, Ch., Delprat, F.A.T. & Brutel de la Rivière, P.M. Allereerste gronden der practische en theoretische mechanica. Dl. I en II[dode link]. 1866.
- P.M. Brutel de la Rivière. Handleiding tot de beoefening der natuurkunde, 2de dr, 1876-1881

Over P.M. Brutel de la Rivière
- H.G. van de Sande Bakhuyzen, "P.M. Brutel de la Rivière," in: Levensberichten KNAW-leden,